# Eriba-Adad II
Eriba-Adad II va ser rei d'Assíria cap a l'any 1055 aC fins al 1054 aC. Segons la Llista dels reis d'Assíria, era fill d'Aixurbelkala al que va succeir a la seva mort el 1055 aC.
Va regnar només dos anys, al final dels quals el seu oncle, germà del seu pare i, per tant, fill de Teglatfalassar I, Xamxi-Adad IV, amb el suport de forces babilònies cedides pel rei de Babilònia Adadapaliddina, va agafar el control d'Assur i es va proclamar rei al seu lloc. Xamxi-Adad IV, abans de la usurpació del tron, havia estat exiliat a Babilònia.